# ولفپاسینگ
ولفپاسینگ (به آلمانی: Wolfpassing) یک منطقهٔ مسکونی در اتریش است که در ناحیه شایبس واقع شده‌است. ولفپاسینگ ۲۰٫۳۱ کیلومتر مربع مساحت دارد ۲۹۶ متر بالاتر از سطح دریا واقع شده‌است.